# Tromagijski turnir
Tromagijski turnir imaginaran je turnir iz romana Harry Potter i Plameni pehar britanske spisateljice J. K. Rowling.
Turnir je bio ustanovljen krajem 13. stoljeća kao prijateljsko natjecanje između tri najveće i najpoznatije europske škole čarobnjaštva - škole vještičarenja i čarobnjaštva Hogwarts iz Velike Britanije, Akademije magije Beauxbatons iz Francuske i Instituta magije Durmstrang. Cilj turnira bio je uspostavljanje veza između mladih vještica i čarobnjaka različitih nacionalnosti. Međutim, nakon što se povećao broj poginulih, turnir je prekinut. Tijekom stoljeća bilo je nekoliko pokušaja obnavljanja turnira, ali nijedan nije bio uspješan. Nakon posljednjeg pokušaja oživljavanja turnira u 19. stoljeću turnir je pao u zaborav sve do 1994.
Odjel za međunarodnu magijsku suradnju i Odjel za magijske igre i sportove koji djeluju unutar britanskog Ministarstva magije ponovno su organizirali turnir 1994., ovaj put s posebnim mjerama sigurnosti da bi se spriječila smrt natjecatelja. Nagrada je iznosila tisuću galeona.
Turnir je održan u Hogwartsu i sastojao se od tri zadatka za natjecatelje, a održavani su u intervalima od nekoliko mjeseci. Svaku je od tri škole na turniru mogao predstavljati po jedan učenik - prvak. Na turnir su se mogli prijaviti svi punoljetni učenici (po čarobnjačkom zakonu oni stari najmanje 17 godina). Nedugo nakon dolaska predstavnika Beauxbatonsa i Durmstranga, moćan magični predmet, poznat kao Plameni pehar, izabrao je prvake:
- Fleur Delacour iz Beauxbatonsa
- Viktor Krum iz Durmstranga
- Cedric Diggory iz Hogwartsa
- Harry Potter, također iz Hogwartsa, neobjašnjivo izabran.

## Tijek događaja na turniru 1994. – 1995.

### Prvi zadatak
Cilj prvog zadatka bio je da svaki od prvaka uzme zlatno jaje koje čuva zmaj kako bi se ispitale njihove sposobnosti pod pritiskom. Natjecatelji nisu unaprijed znali što će biti njihov zadatak, a pet ih je sudaca ocjenjivalo ocjenama od jedan do deset.
Svaki je prvak morao proći pokraj vrste zmaja koju je prije toga izvukao u minijaturnoj verziji. Cedric je izvukao Švedsku kratkonosu zmajicu, Fleur Običnu velšku zelenu, Krum je dobio Kinesku meteorku, a Harry Mađarsku bodljorepu, najjaču i najagresivniju od svih.
Svi su prvaci uspješno izvršili svoj zadatak. Fleur je koristila čaroliju za uspavljivanje, Krum je svojeg zmaja onesposobio čarolijom konjunktivitisa naciljanom u oko, Cedric je iskoristio svoj talent iz preobrazbi i jedan je kamen preobrazio u psa koji je trebao odvratiti pozornost zmajici, a Harry je prizvao svoju metlu, Vatrenu munju. 
Svi su prvaci, unatoč tome što to nisu smjeli saznati, već prije samog zadatka znali što će morati napraviti na zadatku. Hagrida u zadatak je uputio Moodyja, koji je pokazao zmajeve Harryju, ali je poveo i Madame Maxime, koja je svoja saznanja prenijela svojoj prvakinji, Fleur Delacour. Karkaroff je također znao za zmajeve koje je vidio iste noći kad i Harry (Harry se na povratku u dvorac sudario s njim, ali ga ovaj nije vidio jer je nosio plašt nevidljivosti). Harry je kasnije za zmajeve rekao i Cedricu zato što je on bio jedini prvak koji o zadatku nije znao ništa pa je smatrao da je to jedini pošteni postupak.

### Božićni bal
Božićni je bal održan tijekom zimskih praznika, a pristup je bio dozvoljen učenicima četvrte godine i svima starijima, iako su mlađi učenici mogli doći ako ih je pozvao netko od starijih učenika (npr. Neville je pozvao Ginny, učenicu s treće godine). Tradicionalno prvaci i njihovi plesni partneri otvaraju bal. Harryjeva je partnerica bila Parvati Patil, Cedricova je partnerica bila Cho Chang, Fleurin partner bio je Roger Davies, a Krumova Hermione Granger.

### Drugi zadatak
Zlatno jaje koje su prvaci morali uzeti u prvom zadatku trebalo je biti otvoreno pod vodom kako bi saznali što ih čeka u drugom zadatku. Zadatak je bio da svaki prvak vrati nešto što mu je "vrijedno", ispostavilo se da su to bili prijatelji ili rođaci, s dna hogwartskog jezera. Harryjev je morao spasiti Rona Weasleyja, Cedric Cho Chang, Krum Hermionu Granger, a Fleur svoju mlađu sestru Gabrielle.
Sva su četiri prvaka pronašla način za disanje pod vodom. Harry je prvi došao do taoca, ali je zaostao kako bi bio siguran da će svi taoci biti spašeni. Fleur nije uspjela završiti zadatak pa je Harry uz svojeg taoca, Rona, spasio i Fleurinu sestru. Prvaci su ocjenjivani kao i u prvom zadatku. Iako je Harry isplivao na obalu tek kao treći, dodatne mu je bodove donijela njegova plemenitost. Nakon drugog zadatka Cedric i Harry bili su izjednačeni bodovima.

### Treći zadatak
Treći je zadatak bio proći kroz labirint, koji je stvoren na metlobojskom terenu u Hogwartsu, i doći do Tromagijskog pokala. Umjesto ocjenjivanja, pobjednik turnira onaj je prvak koji prvi dođe do pokala. Prvaci su redom puštani u labirint, ovisno o dotad osvojenim bodovima.
Zadatak nije bio regularan zato što su Krum i Fleur eliminirani nakon što je Krum, koji je bio pod kletvom Imperius napao Fleur. Krum je pokušao napasti i Cedrica, ali mu je pomogao Harry pa su njih dvojica zajedno došla do pokala. Nakon što su dotakli pokal, našli su se na groblju gdje je Cedrica ubio Peter Pettigrew po naređenju Lorda Voldemorta. Harry je bio potreban Voldemortu zbog svoje krvi, koja mu je pomogla da opet dobije tijelo. Harry je uspio pobjeći noseći sa sobom Cedricovo tijelo.